# Europski dugi pješački putevi
Europski dugi pješački putevi su mreža dugih pješačkih putova koji prolaze preko Europe. Većina ih se nalazi u samo jednoj državi ili regiji. Manji dio prolazi kroz više raznih zemalja.
Odredilo ju je Europsko pješačko udruženje (European Ramblers’ Association - ERA), koje je osnovano 1969. godine u Njemačkoj. Ukupno je ucrtano 11 puteva ukupne dužine 55.000 kilometara.
| Pješački put      | Početna i krajnja točka                                                               | od kraja do kraja | oznaka              |
| ----------------- | ------------------------------------------------------------------------------------- | --- | ------------------- |
| E1 (ca. 4900 km)  | od Sjevernog mora – Bodenskoga jezera – Gottharda do Sredozemnog mora                 | od Grövelsjön-Sälen (S) - Göteborg – Viborg – Flensburg – (varianta: Schleswig – Itzehoe) – Hamburg – Frankfurt na Majni – Konstanz – Lugano – Genova – Castellucio (I) |                     |
| E2 (ca. 4850 km)  | od Sjevernog mora – Ženevskoga jezera do Sredozemnog mora                             | od Carlisle (UK) – Manchester – London – Oostende – Antwerpen – Liege – Luksemburg – Echternach – Metz – Nyon – Chamonix – Nica (F) |                     |
| E3 (ca.8000 km)   | od Atlantika – Ardena – Rudogorje – Karpata do Crnog mora                             | od Santiago de Compostela - Burgos - Roncevales – Cahors – Melun – Ardeny – Saarburg – Fulda – Eisenach – (Martredwitz – Cheb – Klinovec) – Bad Schandau – Høensko – Harrachov – Wab'rzych – L'dek Zdrój – Dolní Boøíkovice – Makovský priesmyk – Duklianský priesmýk – Zakopane – Prešov – Kisvárda do Ártánd (H/RU) |                     |
| E4 (ca. 10450 km) | od Gibraltara – Pireneja – Bodenskoga jezera – jezera Balaton – Rila – Krete do Cipra | od Gibraltara – Granada – Murcia – Monserrat – Bourg Madame – Carcassone – Grenobel – Chasseral – Bregenz - Salzburg (alpska varijanta: Bregenz – Zugspitze – Semmering) – Rust na Nežiderskom jezeru – Héviz – Budimpešta – Mátraverebély – Karos - Ártánd (H/RU) - Kreta - Pafos - Larnaca |                     |
| E5 (ca. 3050 km)  | od Atlantika – Bodenskoga jezera – Alpa do Jadranskoga mora                           | od Pointe du Raz (F) – St. Malo – Fontainebleu – Troyes – Langres – Koblenz – Konstanz – Bregenz – Tams am Inn – Timmelsjoch – St. Leonhard – Bolcano – Monte Cornetto – Verona (I) |                     |
| E6 (ca. 5200 km)  | od Laponske - Baltičkog mora – Wachau – Jadranskoga mora do Egejskoga mora            | od Kilpisjärvi (FIN) - Pirkanmaa – Turku – Grisslehamn – Stockholm – Malmö – Copenhagen – Flensburg – Kiel – Lübeck – Lauenburg na Labi – Bodenteich – Braunschweig – Goslar – Göttingen – Münchberg – Marktredwitz (varijanta: Cheb - Nýrsko – Železná Ruda – Bayerisch Eisenstein) – Furth im Wald – Gr. Arber – Arbesbach – Melk na Dunavu – Radeljski prelaz – Mozirje – Rijeka/Strunjan (Kopar) – vožnja – Igumenica – Ioannina – Florina – Alexandroupolis (GR) |                     |
| E7 (ca. 5000 km)  | od Atlantika – Sredozemnog mora – Gardskoga jezera do južne Madžarske                 | od Escorial (E) – Tivisa – Jadraque – La Puebla de Valderde – Argebtera – Andorra la Vella – Lodéve – Remouline – Trascon – Manosque – Menton – Ventimiglia – Altare – Travo – Robič – Kobarid – Hodoš – Bajánsenye – Szeged – Nagylak (H) |                     |
| E8 (ca. 4390 km)  | od Irskoga mora – Rhein – Main – Donava – Karpata do Rodopa                           | od Cahirciveen (IRL) – Dublin – Liverpool – Yok – Hull – Europort – Nijmegen – Klve – Grüggen – Aachen – Bonn – Koblenz – Oberwesel – Donnersberg – Worms (varijanta: Speyer – Heidelberg) – Wertheim – Tauberbischofsheim – Kelheim – Regensburg – Passau – Oberkappel – Karlstift – Gmünde – Geras – Hardegg (varijanta: Vranĕnít – Vranov n. D.) – Retz – Beč – Bratislava – Trenèin – prolaz Dukla - ..... – Sofija – Rodopi (BG)                                 |                     |
| E9 (ca. 5000 km)  | od obalnih puteva uz Atlantik – Sjevernog mora do Baltičkog mora                      | od Brest (F) – St Mâlo – Le Havre – Ostende – Brudge – Rotterdam – Haag – Leer/Ostfriesland – Norden – Bremerhaven – Glückstadt – Hamburg – Lübeck – Rostock-Warnemünde – Swinoujscie – Kolobrzeg – Gdanjsk – Elblag - ..... Tallin (EST) | bijelo-modro-bijelo |
| E10 (ca. 2880 km) | od Laponske - Baltičkog mora – Šumava do Alpa                                         | od Nuorgam - Lappeenranta - Lahti/Helsinki - Hanko – Insel Rügen – Stralsund – Potsdam – Zittau – Èeská Lípa – Mĕlnik – Praga – Písek – Èeská Budìjovice – Studánky – Bad Leonfelden – Oberkappel a.d. R. – Haag am Hausruck – (varijanta: Schärding – Ostermierthung) – Salzburg – Berchtesgaden – Spital na Dravi – Brixen – Bolzano (I) |                     |
| E11 (ca. 2500 km) | od Sjevernog mora – Harz – Mark Brandenburg do Masuren                                | od Haarlem (NL) – Amersfoort – Oldenzaal – Osnabrück – Goslar/Harz – Wernigerode – Dessau na Labi – Potsdam – Frankfurt na Odri – Poznanj – Toruò – Olsztyn – Augustov (PL) |                     |
| E12               | od Marine di Camerota do Sardinije                                                    | od Marine di Camerota južno od Napolja – Harz i povezala sredozemne obale i otoke od Mallorce, Korzike, Krete, Cipra, Maltu i Sardiniju |                     |